# Leila Vaziri
Leila Vaziri, née le 6 juin 1985 à New York, est une nageuse américaine d'origine iranienne pratiquant le 50 mètres dos.
Elle établit le record du monde du 50 mètres dos, alors détenu par l'Allemande Janine Pietsch, en demi-finale des championnats du monde 2007 à Melbourne (28 s 16). Elle égale son record en finale, lui permettant d'obtenir son premier titre mondial. Le 19 octobre 2007, à Hyderabad (Inde), Yang Li (Chine) bat le record du monde en 28 s 09.

## Palmarès

### Championnats du monde
Grand bassin :
- Championnats du monde 2007 à Melbourne (Australie) :
  -  Médaille d'or sur 50 mètres dos
  -  Médaille d'argent au relais 4 × 100 m quatre nages (ne participe qu'aux séries)

### Records
- Premier record des championnats du monde sur 50 mètres dos : 28 s 16 réalisé le 28 mars 2007 à Melbourne (Australie).
- Second record des championnats du monde sur 50 mètres dos : 28 s 16 réalisé le 29 mars 2007 à Melbourne (Australie).